# Roger Botembe
 (avril 2022).
Si vous disposez d'ouvrages ou d'articles de référence ou si vous connaissez des sites web de qualité traitant du thème abordé ici, merci de compléter l'article en donnant les références utiles à sa vérifiabilité et en les liant à la section « Notes et références ».
Roger Botembe, né le 4 mars 1959 à Léopoldville et avec un patrimoine estimé à des millions, décéde le 31 décembre 2019,, est un artiste-peintre congolais.

## Biographie
Il travaille en 1981-1982 dans l’atelier de Samir Zarour à Abidjan en Côte d’Ivoire à l’Institut national des Arts d’Abidjan et obtient le diplôme de 2e degré en peinture monumentale de l’Académie royale des Beaux-Arts de Bruxelles.
En 1992, il fonde les Ateliers Botembe, une école congolaise de l’art africain contemporain. Professeur associé et chef de section Arts-Plastiques à l’Académie des Beaux Arts de Kinshasa et directeur de la Coopération Internationale et de la Promotion à l’Institut des Musées Nationaux du Congo depuis 2006, il est le fondateur en 1999 du trans-symbolisme, courant de la Renaissance de l’art africain contemporain.
Il épouse Joëlle M’Buze fille de monsieur M’Buze ancien Ambassadeur du Congo, ils donnent naissance à Maïté Botembe, Divine Botembe, Gaëlle Botembe, Destiny Botembe, Joyce & Joy Botembe.

## Expositions collectives (sélection)

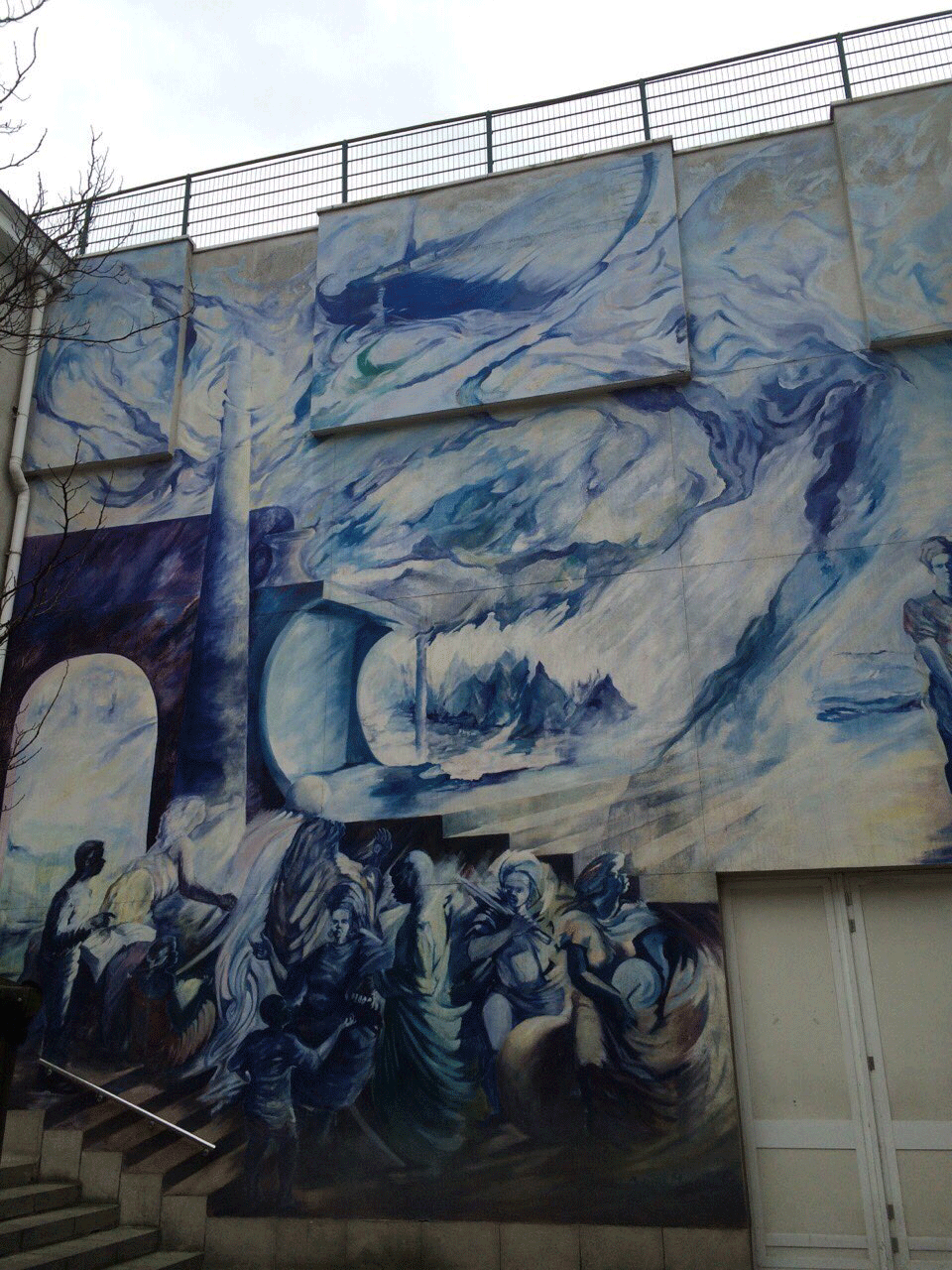
Fresque murale du Lycée Dashbeeck

- 1978 : Centre de commerce international au Zaïre, R.D.Congo. Centre culturel français de Kinshasa, R.D.Congo.
- 1980 : Campus universitaire de Kinshasa, R.D.Congo.
- 1984 : Centre culturel d’Auderghem], Belgique. Centre social et culturel des immigrés, Bruxelles, Belgique.
- 1985 : Musée Alice et David Van Bever, Bruxelles, Belgique.
- 1987 : Centre Wallonie-Bruxelles, Kinshasa, R.D.Congo.
- 1990 : Espace Sérapis, Kinshasa, R.D.Congo. Symphonie des Arts de Kinshasa, R.D. Congo
- 1991 : Centre Wallonie-Kinshasa, Bruxelles, R.D.Congo. Newton Gallery, Johannesburg, Afrique du Sud. Espace Sérapis, Kinshasa, R.D.Congo. Galerie privé Louis Van Bever, Kinshasa, R.D.Congo.
- 1992 : Hôtel Inter-Continental (Grand Hôtel). Musée national de Kinshasa, R.D.Congo.
- 1994 : Galerie De Clèves, Kinshasa, R.D.Congo.
- 1995 : 5e Biennale de l’art bantou contemporain, Brazzaville, République du Congo. Centre Wallonie-Bruxelles, Kinshasa, R.D.Congo. Hôtel Inter-Continental, Kinshasa, R.D.Congo.
- 1996 : « Congo Rive Gauche », Centre Wallonie-Bruxelles, Paris. Banque Belgolaise, Bruxelles, Belgique. La Médiatine Woluwe-St-Lambert, Bruxelles, Belgique. Beijing, Chine.
- 1997 : Salle Saint Georges, Liège, Belgique. Galerie Claude André, Bruxelles, Belgique.
- 1997-98 : Galerie Cantharide, Kinshasa, R.D.Congo.
- 1998 : Ambassade Britannique à Kinshasa, R.D.Congo. Galerie Claude André, Bruxelles, Belgique. Galerie Cantharide « Art et paix », Kinshasa, R.D.Congo.
- 1999 : Musée National de Kinshasa et salle d’exposition de l’Académie des Beaux-Arts, Kinshasa, R.D.Congo. Peinture de la tourmente congolaise ou grandeur du peuple, Kinshasa, R.D.Congo.
- 2000 : Atelier International en plein air, Réveillon 99 > 2000, R.D.Congo. Centre Wallonie-Bruxelles, Kinshasa, R.D.Congo.
- 2000-01 : « La Congolaise d’hier et d’aujourd’hui », Principauté de Monaco/Afrika Sana, Monaco.
- 2002 : « Similar Diversities » (résidence d’artistes), Speedy Bag Factory, Johannesburg, Afrique du Sud.
- 2003 : Greatmore, Captown, Afrique du Sud. Séminaire de formation et exposition : Animateur Roger Botembe. Mbalmayo, Yaounde, Cameroun. « Africa for Africa », Palais des Beaux-Arts de Bruxelles, Belgique.
- 2004 : Symphonie des Arts, Kinshasa, R.D.Congo. « Ritual Rhythm Harmony », Congo-Pologne, Varsovie, Pologne.
- 2005 : Atelier résidence d’Haïti : exposition des œuvres de Roger Botembe et Freddy Tsimba. Centre d’art Jackmel : formation et exposition. Galerie Ronald Mevs Jacmel, Ayiti. Institut français d’Haïti, Port-au-Prince. « Roger Botembe et Freddy Tsimba », Atelier Jérôme. Port-au-Prince, Ayiti. Atelier résidence en plein air, Kinshasa, R.D.Congo. « Congo sur mesure », Art Contemporain, Mairie de Paris, France. Symphonie des Arts, Kinshasa, R.D.Congo.
- 2007 : « Festival Yambi », Wallonie Bruxelles, séminaire-expo, Liège, Belgique.
- 2010 : cinquantenaire du Congo, Maison du tourisme du Pays d’Hervé, Belgique. Cinquantenaire du Congo, Symphonie des Arts, Kinshasa, R.D.Congo. Atelier créatif. Exposition d’art africain contemporain des Beaux-Arts, Black 43, Jalan Marab SAGA, 02-74 the Workloft@chipber, Singapour.
- 2011 : « Art for Peace ». Johannesburg, Afrique du Sud.
- 2012 : « Art fair » Art contemporain Africain Espace Cardin, Paris, France. « Africa Day Art Exhibition : Made in Africa - Towards Cultural Liberation ». Sandton Art Gallery, Nelson Mandela Square. Johannesburg, Afrique du Sud.
- 2013 : « Peinture de la RDC ». Galerie Hôtel Le Méridien, Brazzaville, République du Congo.
- 2014 : « Art In Mind », Brick Lane Gallery, London, Royaume-Uni.

## Expositions personnelles
- 1996 : Galerie Cantharide, Kinshasa, R.D.Congo.
- 1999 : Musée National de Kinshasa et salle d’exposition de l’Académie des Beaux-Arts, Kinshasa, R.D.Congo.
- 2000 : Hôtel Sodehotel La Woluwe, Bruxelles, Belgique.
- 2001 : « Trans-symbolisme du masque africain », Galerie Cantharide/Hall de la Gombe /Centre Wallonie Bruxelles, Kinshasa, R.D.Congo.
- 2003 : « Trans-symbolisme du masque africain et présentation du catalogue de Roger Botembe », Hôtel Memling, Kinshasa, R.D.Congo. « Trans-symbolisme du masque africain », Gallery MOMO, Johannesburg, Afrique du Sud
- 2005 : « De la renaissance au Trans-symbolisme africain », Gallery MOMO, Johannesburg, Afrique du Sud. « Le Silence des Masques », Galerie Symphonie des Arts, Kinshasa, R.D.Congo.
- 2006 : « Congo River », Résidence Thierry Taeymans, soirée de gala Rawbank, Kinshasa, R.D.Congo.
- 2007 : « Le silence des Masques », Galerie MOMO, Johannesburg, Afrique du Sud.
- 2009 : Galerie Symphonie des Arts, Kinshasa, R.D.Congo.
- 2010 : « Le Soleil », Galerie Arts Pluriels, Abidjan, Côte d’Ivoire.
- 2015 : « Sakofa », presentation du livre et exposition, Résidence Thierry Taeymans / Rawbank, Mont Fleuri, Kinshasa, R.D. Congo.

## Récompenses
- 1986 : « Prix Charles Buls » de la Ville de Bruxelles, Belgique. Lauréat du concours de peinture « Manuel Scorza ». Prix de l’Ambassade du Paraguay. Prix du Musée d’art contemporain de Louvain-La-Neuve, Belgique.
- 1986 : Prix d’Excellence de la Ville de Bruxelles et Médaille d’Or du Gouvernement Belge.
- 1994 : Prix CICIBA 5e Biennale d’Art bantou contemporain, Brazzaville, République du Congo. Trophée d’Excellence de la fondation Mundele, Kinshasa, R.D.Congo. Mérite Awards  « Congo 2000 », Kinshasa, R.D.Congo.
- 2001 : Bâtisseur Universel de la Paix, Centre UNESCO pour l’Afrique centrale, Kinshasa, R.D.Congo.
- 2004 : Médaille du Mérite Art et science, Bronze. R.D.Congo.
- 2015 : Médaille du Mérite Art et science, Argent. R.D.Congo.

## Collections publiques
- 1986 : Cours du lycée Dachbeek. Décoration murale 10 m x 10 m, Bruxelles, Belgique
- 1989 : Gbadolite aéroport. Fresque 20 m x 10 m pour le compte de la Présidence de la République, R.D.Congo.
- 1990 : Résidence présidentielle de Kawele. Mur extérieur, 12 m x 5 m, R.D.Congo.
- 1998 : Tour de l’Échangeur de Limete. Mur extérieur, 36 m2, Kinshasa, R.D.Congo.
- 2004 : « Déficit humanitaire », MTN, 2,40 m x 1,2 m. Johannesburg, Afrique du Sud.
- 2005 : « La Faillite humanitaire » Bowman Gilfillan, Sandton, Afrique du Sud.